# Europacup I 1968/69
De 14de editie van de Europacup I werd door AC Milan gewonnen in een finale tegen Ajax Amsterdam. 32 clubs namen deel waaronder 31 kampioenen, Manchester was als titelverdediger rechtstreeks geplaatst. Vijf Oost-Europese clubs trokken zich terug (Levski Sofia, Ferencvaros, Dynamo Kiev, Ruch Chorzów en FC Carl Zeiss Jena).

## Eerste ronde
| Team #1             | Tot.   | Team #2              | 1ste wed | 2de wed |
| ------------------- | ------ | -------------------- | -------- | ------- |
| Malmö FF            | 3 - 5  | AC Milan             | 2 - 1    | 1 - 4   |
| AS Saint-Étienne    | 2 - 4  | Celtic FC            | 2 - 0    | 0 - 4   |
| Rode Ster Belgrado  | w/o    | FC Carl Zeiss Jena   |          |         |
| Waterford FC        | 2 - 10 | Manchester United    | 1 - 3    | 1 - 7   |
| RSC Anderlecht      | 5 - 2  | Glentoran FC         | 3 - 0    | 2 - 2   |
| Rosenborg Trondheim | 4 - 6  | SK Rapid Wien        | 1 - 3    | 3 - 3   |
| Real Madrid         | 12 - 0 | AEL Limassol         | 6 - 0    | 6 - 0   |
| 1. FC Nürnberg      | 1 - 5  | Ajax Amsterdam       | 1 - 1    | 0 - 4   |
| Manchester City FC  | 1 - 2  | Fenerbahçe SK        | 0 - 0    | 1 - 2   |
| Valur Reykjavík     | 1 - 8  | SL Benfica           | 0 - 0    | 1 - 8   |
| Floriana FC         | 1 - 3  | Lahden Reipas        | 1 - 1    | 0 - 2   |
| Steaua Boekarest    | 3 - 5  | Spartak Trnava       | 3 - 1    | 0 - 4   |
| AEK Athene          | 5 - 3  | Jeunesse d'Esch      | 3 - 0    | 2 - 3   |
| FC Zürich           | 3 - 4  | Akademisk Kopenhagen | 1 - 3    | 2 - 1   |

## Tweede ronde
| Team #1           | Tot.   | Team #2              | 1ste wed | 2de wed |
| ----------------- | ------ | -------------------- | -------- | ------- |
| AC Milan          | Bye    |                      |          |         |
| Celtic FC         | 6 - 2  | Rode Ster Belgrado   | 5 - 1    | 1 - 1   |
| Manchester United | 4 - 3  | RSC Anderlecht       | 3 - 0    | 1 - 3   |
| SK Rapid Wien     | 2 - 2  | Real Madrid          | 1 - 0    | 1 - 2   |
| Ajax Amsterdam    | 4 - 0  | Fenerbahçe SK        | 2 - 0    | 2 - 0   |
| SL Benfica        | Bye    |                      |          |         |
| Lahden Reipas     | 2 - 16 | Spartak Trnava       | 1 - 9    | 1 - 7   |
| AEK Athene        | 2 - 0  | Akademisk Kopenhagen | 0 - 0    | 2 - 0   |

## Kwartfinale
| Team #1           | Tot.  | Team #2       | 1ste wed | 2de wed | Playoff |
| ----------------- | ----- | ------------- | -------- | ------- | ------- |
| AC Milan          | 1 - 0 | Celtic FC     | 0 - 0    | 1 - 0   |         |
| Manchester United | 3 - 0 | SK Rapid Wien | 3 - 0    | 0 - 0   |         |
| Ajax Amsterdam    | 7 - 4 | SL Benfica    | 1 - 3    | 3 - 1   | 3 - 0   |
| TJ Spartak Trnava | 3 - 2 | AEK Athene    | 2 - 1    | 1 - 1   |         |

## Halve finale
| Team #1        | Tot.  | Team #2           | 1ste wed | 2de wed |
| -------------- | ----- | ----------------- | -------- | ------- |
| AC Milan       | 2 - 1 | Manchester United | 2 - 0    | 0 - 1   |
| Ajax Amsterdam | 3 - 2 | Spartak Trnava    | 3 - 0    | 0 - 2   |

## Finale
| Team #1  | Res.  | Team #2        |
| -------- | ----- | -------------- |
| AC Milan | 4 - 1 | Ajax Amsterdam |

Estadio Santiago Bernabéu, Madrid
28 mei 1969

Opkomst: 31 782 toeschouwers

Scheidsrechter: José Ortiz de Mendíbil (Spanje)

Scorers: 7' Pierino Prati 1-0, 40' Pierino Prati 2-0, 60' Velibor Vasović 2-1 (p), 67' Angelo Sormani 3-1, 75' Pierino Prati 4-1
AC Milan (trainer Nereo Rocco)

Fabio Cudicini; Angelo Anquilletti, Karl-Heinz Schnellinger; Roberto Rosato, Saul Malatrasi, Giovanni Trapattoni; Kurt Hamrin, Giovanni Lodetti, Angelo Sormani, Gianni Rivera (c), Pierino Prati

Ajax (trainer  Rinus Michels):

Gert Bals (c); Wim Suurbier (sub 46' Bennie Muller), Barry Hulshoff, Velibor Vasović, Theo van Duivenbode; Ton Pronk, Henk Groot (sub 46' Klaas Nuninga); Sjaak Swart, Inge Danielsson, Johan Cruijff, Piet Keizer

## Kampioen
| Europacup I – Seizoen 1968/69 |
| ----------------------------- |
| AC Milan 2de titel            |